# Pavel Guciujna
Pavel Guciujna (n. 8 octombrie 1881, Molești, raionul Ialoveni, Republica Moldova – d. 20 martie 1953, București, România) a fost un preot ortodox, publicist și politician român de origine găgăuză, cunoscut ca unul dintre cei mai activi susținători ai înființării Facultății de Teologie din Chișinău. A fost deputat în mai multe legislaturi interbelice, afiliat Partidului Poporului, Partidului Național Liberal, Partidului Național Agrar și Partidului Național Creștin.

## Biografie
Pavel Guciujna s-a născut la 8 octombrie 1881 în localitatea Molești, ținutul Chișinău. A fost hirotonit preot la 10 mai 1910 și numit pe seama bisericii din satul Mana, județul Orhei. În perioada interbelică s-a remarcat atât ca lider religios, cât și ca om politic. A fost un apropiat al  Gurie Grosu și a contribuit activ la presa religioasă, fiind responsabil de ziarul clerical Raza.
Din postura sa de parlamentar, Guciujna a militat insistent pentru înființarea unei Facultăți de Teologie la Chișinău. În Camera Deputaților, a susținut ideea că Basarabia are nevoie de instituții superioare de învățământ religios, afirmând: „Facultatea de azi, care este înființată pe lângă Universitatea din Iași, să devie, în timpul cel mai apropiat, temelia unei Universități în provincia aceasta”. A reprezentat județul Orhei în mai multe legislaturi, fiind ales din partea Partidului Poporului, Partidului Național Liberal, Partidului Național Agrar și Partidului Național Creștin.
Ion Petrovici, Ministrul Instrucțiunii Publice, l-a descris drept „cel mai guraliv” dintre preoții delegați care pledau pentru acest proiect, menționând că era bine cunoscut tuturor miniștrilor din Cameră, unde era ales cu regularitate și intervenea frecvent de la tribună. La 10 august 1926, ministrul Petrovici a aprobat înființarea Facultății, iar vestea a fost transmisă oficial de însuși preotul și deputatul Pavel Guciujna.

## Activitate după 1940
După ocupația sovietică a Basarabiei și Bucovinei de Nord din iunie 1940, Pavel Guciujna s-a refugiat în România. A slujit între 1 octombrie 1940 și 13 septembrie 1941 la Biserica Mavrogheni din București. După o scurtă revenire la parohia sa din Orhei în perioada 1941–1943, s-a întors definitiv la Mavrogheni în septembrie 1943. Într-un raport al Securității se precizează că: 
„Nucleul de reacționari basarabeni în legătură cu Antim Nica au în frunte pe preotul Guciujna Pavel, din București, biserica Mavrogheni, care este unul din capii instigatorilor din rândul preoților refugiați din Basarabia, cultivând ideea revanșardă și întreținând ura împotriva URSS și ideea unui război apropiat antisovietic. Guciujna a fost deputat averescan, punându-se mai târziu în slujba cuzismului. În Basarabia a dus o intensă campanie de ațâțare la război împotriva URSS, iar după 23 august 1944 își menține influența în cadrul Bisericii ortodoxe și astfel reușește să impună pe arhimandritul Pandele Teofil la Ministerul Cultelor (care a funcționat pe lângă Misiunea Transnistriei și la care s-a găsit material compromițător în urma unei percheziții) și pe preotul Mihai Madan, funcționând, în trecut la Ismail, într-o funcție la Patriarhie. 
Datorită influenței lui Guciujna și colaboratorilor săi impuși în posturi importante, Antim Nica a fost numit episcop locotenent la Galați. În octombrie 1948, fiul lui Guciujna este [învinuit] pentru activitate legionară, fapt care a atras și arestarea sa [...], fiind eliberat după câteva zile, la intervenția Patriarhului Justinian.”—
A ieșit la pensie la 15 februarie 1949 și a decedat la 20 martie 1953 în Spitalul Panduri din București. A avut un fiu, Petre, care a fost avocat.

## Moștenire
Pavel Guciujna este considerat unul dintre cei mai reprezentativi clerici ortodocși din Basarabia în România Mare. Pe lângă activitatea sa pastorală și parlamentară, a fost un exemplu al implicării clerului în viața publică românească și un susținător al afirmării identității religioase și culturale din Basarabia. 
A fost parte a elitei găgăuzi din România interbelică, alături de figuri precum Mihail Ceachir, Dimitrie Topciu, Ion Fazlî sau Ion Papazoglu, fiind menționat în cadrul Muzeului Satului din Avdarma.